# おのだ
おのだ（1986年11月13日 - ）は、旅行系YouTuber。2023年9月時点でチャンネル登録者は45万人を超えている。配偶者は釜山出身の韓国人。日本の旅行系YouTuberとしては知名度は高い。

## 概要
日本国外の旅行動画を主体に投稿を行っている。
基本的には1人旅の動画が多いが、家族旅行の動画も投稿されている。
動画の傾向は、編集が少なめでBGMも無く見やすいと評価される。旅行先の食事や観光を楽しんでおり、その映像は見ていて疲れないことが魅力となっている。動画にはおのだ本人が映り込んで解説をしゃべることもあり、詳細な解説は情報量の増加にもつながるが、庶民的な価値観に裏付けられたおのだの発言の数々は、親しみやすいキャラクターを演出するというアプローチとして採用されている。
旅行先は、日本で人気のある韓国、台湾、ハワイ、東南アジアやイタリアなどをはじめとして、日本ではあまり馴染みがないサウジアラビアやバングラデシュといった国々もある。様々な国のリアルな映像とも言え、のんびり気楽に旅行動画を視聴したいという人に向く。

## 人物
YouTubeチャンネルの概要欄に依れば、おのだは1986年生まれの男性で、東京在住である。
概要欄では自らのスタンスを飛行機、ホテル、日本で生活する上でのお得情報を発信し、費用をあまりかけずにマイルやクレジットカードなどを巧く利用して、ファーストクラス、ビジネスクラスに乗ったり、上級会員のステータスを獲得することについての研究を行っている旨の自己紹介がある。

## 人気コンテンツ
人気となっているコンテンツには、マイレージやクレジットカードについての「お得情報」を紹介したものや、国際線ファーストクラスの搭乗体験や高級ホテルの宿泊体験、世界各地のグルメ体験などをテーマとするコンテンツがある。
2021年9月15日時点で視聴回数が多いタイトルには以下の様なものがある。
- シンガポール航空 新スイートクラス（成田⇒シンガポール）搭乗記
- エミレーツ航空A380 ファーストクラス  機内にシャワー ドバイ⇒成田
- 【世界一周最終回】JAL 国際線ファーストクラスJL001 便で帰国!! サンフランシスコ⇒羽田

いずれも、多くの視聴者にとって憧れの対象になりうるレガシーキャリア（昔からある大手航空会社）の上級客席の搭乗体験を題材としたものとなっている。
この類の搭乗体験コンテンツのフォーマットは以下の様になっている。
1. 出発地の空港から動画がスタートする場合が多い[2]。
2. これから乗ることになる飛行機の便名、出発時間、機種やクラスなどの情報を提示する[2]。
3. おのだの移動経路に沿って、航空会社のラウンジの紹介。ラウンジの内装、フード、ドリンクなどを紹介する[2]。
4. 航空機へ搭乗する[2]。
5. 目的地へと到着するまでにおのだが機内で受けるサービスや用意されているアメニティ、機内食などを順次紹介する[2]。

移動中には周囲の風景に加え、おのだ本人がしばしば画面に映り込み、遭遇した様々なモノや対象について解説を加える。

### 2021年の世界一周
2021年6月から同年8月にかけて、おのだは世界一周を行い、その様子をYouTubeに公開している。
2019年に始まったコロナ禍は終息したとは言い難い時期であり、海外旅行に行きたいと潜在的にも考える人は多く、動画で海外旅行の雰囲気が味わえると、おのだの世界一周のシリーズは人気を博すことになった。
旅行ルートは以下の通り。
- ハワイを経由してアメリカ本土へ。アメリカを回り、スペイン、イタリア、フランス、ドバイ（アラブ首長国連邦）、ウクライナ、ジョージア、トルコ、エジプト、モルディブ、グアム、ハワイ。日本へ帰国。

旅行ルートや旅行スケジュールは細かく固めず、入国後の隔離期間がない国から選ぶと共に、その時々の各国のコロナ事情を考慮して臨機応変に対応している。一例として、グアムは当初は予定になかったが、旅行期間中に隔離期間無しに変更されたため、急遽訪問している。
この時期に世界旅行を行ったことに対し、批判の声もあったが、おのだ自身は以下のような理由を挙げている。
- 日本以外の旅行系YouTuberにワクチンを接種した上で国外旅行に出て、動画を公開する人が増えてきている[3]。
- アメリカ合衆国では国籍を問わずにワクチンを接種できる[4]。
  - 30代のおのだにとって、当時の日本でワクチンを接種できるのはかなり先のことであった[4]。
  - おのだはロサンゼルスの空港で予約不要で、ジョンソン・エンド・ジョンソンCOVID-19ワクチンを接種している[4]。

## マーケティング戦略
おのだは、自身のブログ、X、Instagram、LINEなどで情報発信を行い、視聴者との情報接点を複数化しようと試みている
おのだ自身をコンテンツ化していくためのファイル配布戦略とも言えるが、ソーシャル・コネクティビティの形成が行われていると判断できる
上述のSNS以外にもオフ会やライブ配信を実施することによって、ファンの獲得、ならびにファンコミュニティの形成を試みている。